# آلن هینکس

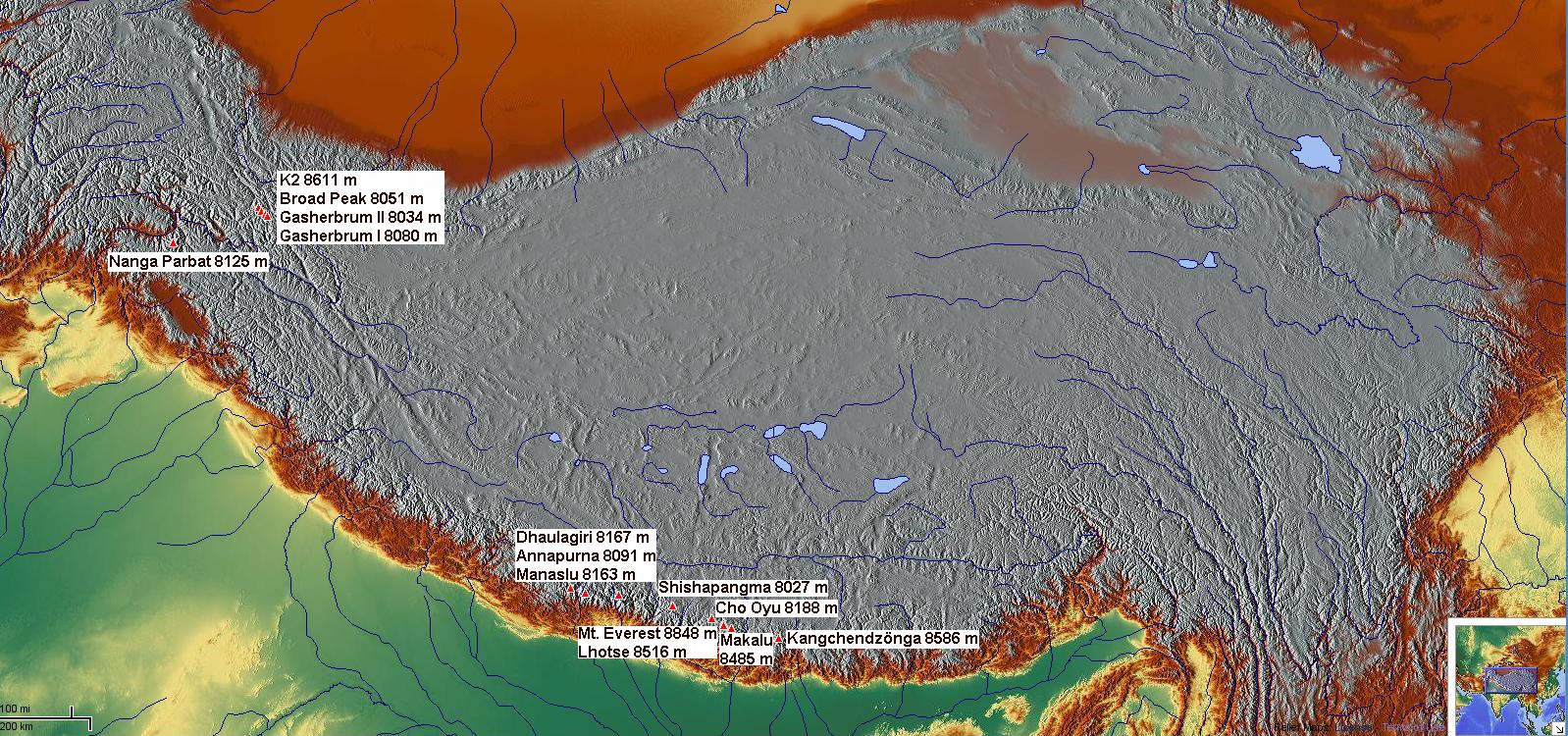
محل همه ۱۴ قله ۸۰۰۰ متری

آلن چارلز هینکس (انگلیسی: Alan Charles Hinkes؛ زادهٔ ۲۶ آوریل ۱۹۵۴) کوهنورد اهل انگلستان از نورثالرتون در یورک‌شر شمالی است.
هینکس اولین کوهنورد انگلیسی است که ادعا می‌کند تمامی ۱۴ قلهٔ با ارتفاع بالاتر از ۸٬۰۰۰ متر در جهان، که با عنوان هشت‌هزارمتری‌ها شناخته می‌شود، فتح کرده‌است. او قلهٔ کانگچنجونگا را در ۳۰ مه ۲۰۰۵، هنگامی که ۵۰ سال و ۳۴ روز سن داشت، فتح کرد. هیچ کوهنورد بریتانیایی این چنین ادعایی یا نزدیک به آن نکرده‌است. نخستین بار راینولد مسنر در ۱۹۸۶ موفق به صعود از ۱۴ قله ۸۰۰۰ متری (همه بدون اکسیژن) شد و دو دهه بعد هینکس سیزدهمین شخصی است که مدعی انجام چنین کار بزرگی شده‌است.